# Delavan (Illinois)
Delavan je grad u američkoj saveznoj državi Ilinois. Prema popisu stanovništva iz 2010. u njemu je živjelo 1.689 stanovnika.